# Acianthera erosa
Acianthera erosa – gatunek epifitycznych roślin z rodziny storczykowatych (Orchidaceae), jest endemitem Dominikany. Rośnie w wilgotnych lasach równikowych na wysokościach 1000 do 1800 m n.p.m.
Rośliny z płożącym kłączem i cienkimi łodygami o długości 1,5–2,5 cm. Liść pojedynczy, lancetowaty, długości 2–3,5 cm i szerokości 0,5–0,8 cm. Wierzchołkowe, zwisające kwiatostany groniaste, od jednego do trzech. Kwiatostany wielokwiatowe, z drobnymi kwiatami utrzymującymi się 2–3 tygodnie, otwierające się stopniowo, po jednym lub dwa naraz. 

## Systematyka
Gatunek rodzaju Acianthera sklasyfikowany do podplemienia Pleurothallidinae w plemieniu Epidendreae, podrodzina epidendronowe (Epidendroideae), rodzina storczykowate (Orchidaceae), rząd szparagowce (Asparagales) w obrębie roślin jednoliściennych.